# Paradise (Suriname)
Paradise is een dorp in het district Nickerie in Suriname. Het heeft een bevolking van een kleine duizend inwoners. Het dorp ligt ongeveer twee kilometer ten oosten van Nieuw-Nickerie. 
Het dorp is vernoemd naar de suiker- en katoenplantage Paradise, die in 1797 werd gesticht. Paradise en Plaisance waren de eerste twee concessies voor plantages in Nickerie. Op 31 december 1913 werd de plantage ontbonden en omgezet in 335 percelen voor kleinschalige landbouw.
In 2022 werden in het dorp twee naamborden onthuld met de gekleurde letters Paradise en I Love Nickerie.

## Geboren
- Dew Sharman (1965), arts en politicus

## Galerie

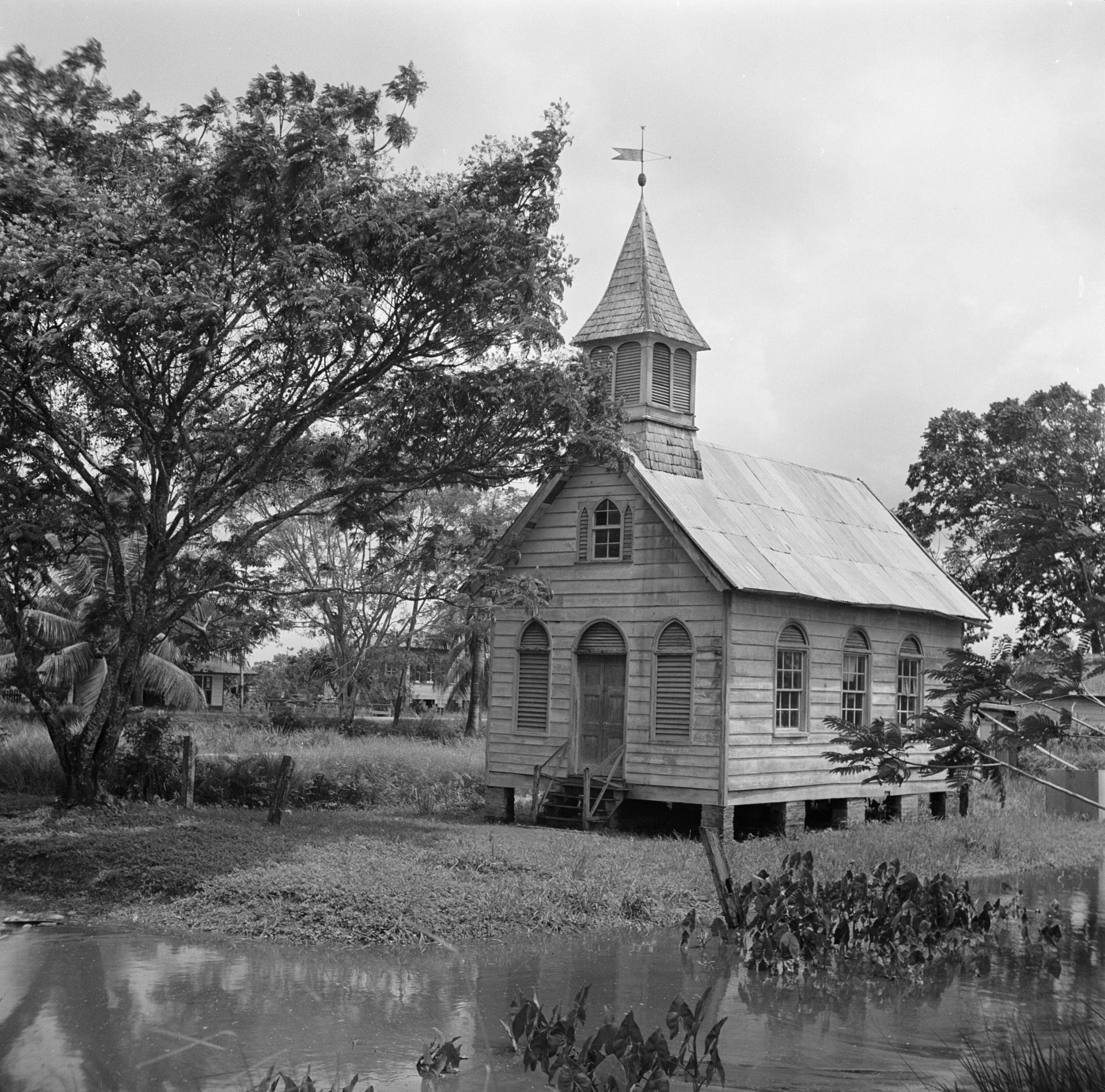
Kerk, 1947
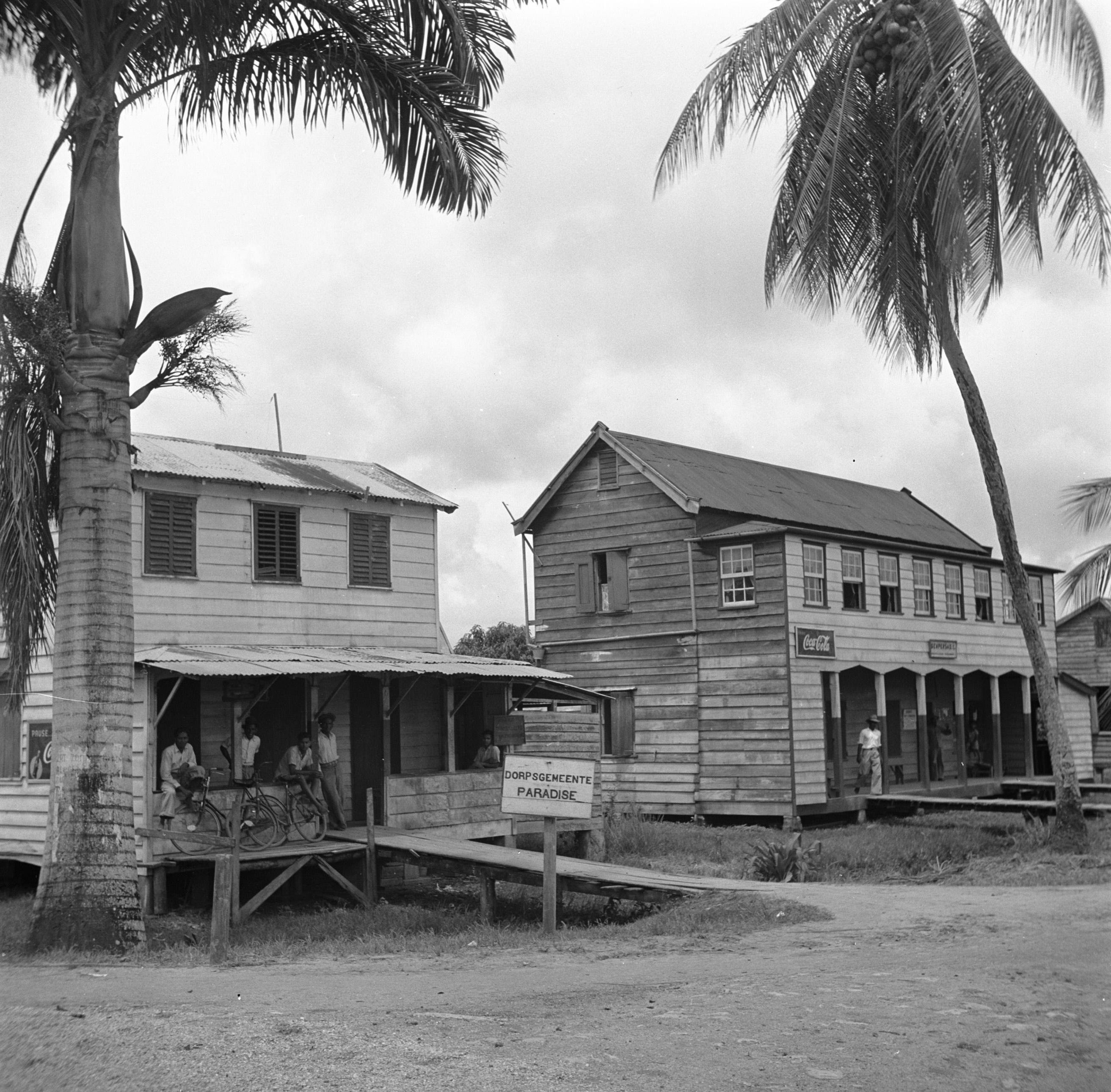
Dorpsaangezicht in 1947